# Даугай
Даугай (лит. Daugai) — місто в південній частині Литви, за 21 км від міста Алітус. Центр староства.

## Положення і загальна характеристика
Розташоване у південній частині Литви, на Дзукській височині. З трьох боків оточене озерами Діджюліс та Падаугелайтіс.

## Історія
Вперше згадане 1384 року. У привілеї короля Олександра 1503 року згадане як місто. 1742 року місто отримало ринкові привілеї, а 1792 року — Магдебурзьке право та герб. 28 грудня 1956 року повторно здобуло статус міста.

## Визначні місця
- Церква Божого Провидіння (1858-1862)

## Населення
| Динаміка населення з 1833 по 2020 |          |          |          |          |      |
| 1833                              | 1897пер. | 1923пер. | 1959пер. | 1970пер. | 1974 |
| 368                               | 1288     | 1153     | 1287     | 1384     | 1900 |
| 1979пер.                          | 1989пер. | 2001пер. | 2011пер. | 2020     | -    |
| 2054                              | 2790     | 1458     | 1120     | 928      | -    |
| Гістограма динаміки населення     |          |          |          |          |      |